# Sotan Tanabe
Pour les articles homonymes, voir Tanabe.
Sotan Tanabe (田邉 草民, Tanabe Sotan) est un footballeur japonais né le 6 avril 1990. Il évolue au poste de milieu de terrain.

## Biographie
Sotan Tanabe commence sa carrière professionnelle au FC Tokyo. Avec ce club, il remporte notamment la Coupe de la Ligue japonaise en 2009 et la Coupe du Japon en 2011. Il dispute 30 matchs en J-League 1 et 3 matchs en Ligue des champions de l'AFC avec cette équipe.
En 2013, il est prêté au club espagnol de Sabadell.

## Palmarès
- Champion de J-League 2 en 2011 avec le FC Tokyo
- Vainqueur de la Coupe du Japon en 2011 avec le FC Tokyo
- Vainqueur de la Coupe de la Ligue japonaise en 2009 avec le FC Tokyo
- Vainqueur de la Coupe Suruga Bank en 2010 avec le FC Tokyo